# Iris brzhezitzky
Iris brzhezitzky là một loài thực vật có hoa trong họ Diên vĩ. Loài này được Grossh. miêu tả khoa học đầu tiên năm 1944.